# 鎌倉河岸捕物控
『鎌倉河岸捕物控』（かまくらがし とりものひかえ）は、佐伯泰英による日本の時代小説シリーズ、またこの作品を題材としたドラマ。ハルキ文庫より書き下ろし作品として全32巻が刊行されている。
江戸の町を舞台にした捕物帳シリーズの時代小説であると同時に、江戸時代を生きた若者達の青春グラフィティでもある。作者である佐伯泰英の言によると、『江戸名所図会』に描かれた鎌倉河岸の豊島屋の風景を見たことが、この作品を生み出すきっかけであったという。武家地と町屋が混在した鎌倉河岸の地で、3人の10代の若者達が自分の居場所を探して成長していく過程を描いた物語を作ったら面白いのではないかと思ったとのことである。また、自分なりの捕物帳を書けないかと模索していた時に豊島屋のことを知り、豊島屋の周辺を調べたり散策したりして、金座のすぐ側に曰くのある御用聞きを住まわせてみようという着想を得て、そこからさらに設定を膨らませて、「金座裏に住む古町町人の御用聞きによる捕物帳」という物語の骨子が出来たそうである。
1巻当たり1件か2件の大きな事件があり、その解決に奔走する途上で、小さな事件を解決するという構成が多い。また、町人を主人公に据えていることもあり、他のシリーズに比較して登場人物の身分・職業も多彩で、ユーモラスなやり取りも多い。
2010年に土曜時代劇で『まっつぐ〜鎌倉河岸捕物控〜』としてドラマ放映がされた。

## ストーリー
時は寛政年間、ところは江戸・神田鎌倉河岸界隈。呉服屋松坂屋の手代政次、金座裏の御用聞き9代目・宗五郎親分の手先亮吉、船宿の船頭彦四郎らはむじな長屋で生まれ育った幼馴染であり、同じく幼馴染で酒問屋豊島屋の看板娘しほに想いを寄せる者同士でもある。職業も性格も違う3人だが、お互い張り合うことがありながらも、仲の良い若者たちである。
ある日、浪人であるしほの父が、御家人との揉め事で殺された。上手く立ち回った下手人がお構い無し（≒不起訴）となったことから、政次たちはしほの敵討ちを計画する。一方、母親の遺品から、しほが20年前に駆け落ちした川越藩藩士の娘であることが判明する。その直後から、しほの周囲を不審な男たちが出没し始めた。2人が駆け落ちした同じ日に、藩の城代家老と御用商人が謎の死を遂げていることが関わっていると考えた宗五郎は、しほの身を護るため、動き出す。

## 登場人物

### 主人公
政次（せいじ）
本作の主人公の1人。鎌倉河岸近くのむじな長屋で生まれ育った若者で、老舗の呉服屋「松坂屋」の手代。頭の回転が速く、度胸もあるところを宗五郎に見込まれ、松坂屋を辞して金座裏の跡継ぎとして迎えられることになる。御用聞きとしての経験を積み、また直心影流・神谷丈右衛門の道場に通って腕を磨くことで、立派な金座裏の跡継ぎとして成長していく。御用聞きになっても手代時代の口調が抜けないが、悪人相手に使うとある種の凄みが増す。
盗まれた荷を取り戻し、事件を解決してくれた礼として、山科屋から銀製のなえしを譲り受け、それ以後、このなえしを御用に携えて行く。
亮吉（りょうきち）
金座裏の宗五郎の下で働く手先の1人。政次の幼馴染。小柄な体躯で活発に動き回るため、「こま鼠」または「どぶ鼠」の異名で呼ばれる。口達者で女好き、おっちょこちょいなところもあるが、金座裏やその周辺の人々から愛されている。政次が金座裏に迎え入れられた意味を下駄貫から教えられて動揺し、一時失踪した。
彦四郎（ひこしろう）
船宿「綱定」の船頭。政次の幼馴染。舟を操る腕は巧みで、彼を指名するひいきの客も多い。6尺（約180センチメートル）近い大男で、同じく長身の政次と合わせて「関羽・張飛」と並び称されることもある。
しほ
鎌倉河岸の酒問屋「豊島屋」の看板娘。本名・志穂。政次達の憧れの女性で、昔からの馴染み。その素性は元・川越藩士の娘。母譲りの画才を用いて似顔絵を描き、事件解決の一助とすることも多く、北町奉行所御用絵師となる。後に政次に嫁ぐ。

### 金座裏
宗五郎（そうごろう）
後藤家が御金改役を務める金座の裏に居を構える十手持ち。将軍家御目見の古町町人で、金座裏の親分と呼ばれる。「宗五郎」の名は9代目で、本名は周太郎。金流しの十手は先祖が金座先代から拝領し将軍の特別の許しを得た代物。
おみつ
宗五郎の女房。金座裏に住む手先達を束ねる、奥の取締り役。
八百亀（やおかめ）
金座裏の番頭格。本名は亀次で、女房が子供達と一緒に八百屋をしているため八百亀の名で呼ばれる。先代の8代目宗五郎の時代から手先を務める一番の古株。
下駄貫（げたかん）
八百亀に継ぐ古株。本名は貫六。下駄屋の倅だったが、家業を継がず宗五郎の手先となった。名は下駄屋の貫六を略したもの。自分より年下で新米の政次が金座裏の跡継ぎとなることを不服に思っていた。とある事件で独断専行し、それが原因で殺害される。
稲荷の正太（いなりのしょうた）
手先の1人。「稲荷」の異名は住んでいる長屋が稲荷社に接していることから。家は子沢山の大所帯。
常丸（つねまる）
若手の手先達の中の兄貴分。
伝次（でんじ）
手先の1人。
波太郎（なみたろう）
手先の1人。弥一が来るまでは金座裏の中で一番の若手だった。
だんご屋の三喜松（だんごやのみきまつ）
手先の1人。実家はだんご屋。
左官の広吉（さかんのこうきち）
手先の1人。元は左官。金座裏に来た当初は言動が鈍く、他の手先たちにからかわれることもあったが、その粘り強い探索への姿勢は宗五郎から評価されていた。
髪結い新三（かみゆいしんざ）
代々務めてきた金座裏の下っ引き。髪結いをしながら噂話を集め、探索に役立つ情報を集める。本シリーズでは、「下ッ引き」は手先とは区別され、御用聞きの身分を明かさず隠密に行動する御用聞きの手下とされている。
旦那の源太（だんなのげんた）
金座裏の下っ引き。もぐさ売りをしながら市中の噂話を集める恰幅の良い男。後に腰を痛めて引退。弥一の母親とできている。
弥一（やいち）
旦那の源太の相棒の小僧。源太が引退するのに伴い、金座裏に引き取られ、手先となる。
林 勘三郎（はやし かんざぶろう）
木更津の浪人の若者。夢想流居合を教える野地道場の住み込み門弟だったが、道場主が事件を起こして自裁した後、江戸に出て金座裏の手先になる。
菊小僧（きくこぞう）
金座裏で飼われているオスの三毛猫。
夏吉（かきち）
政次としほの子供。

### 豊島屋
清蔵（せいぞう）
鎌倉河岸の老舗の酒問屋「豊島屋」の主人。豊島屋は幕末期に鎌倉河岸に実在した酒卸で、主に灘の下り酒を商っているが、酒の肴の田楽と、3月に仕込まれる白酒で著名。「山なれば富士、白酒なれば豊島屋」と賞賛されている。店の経営は女房と倅に任せっきりで、客達の相手をするのが道楽。中でも亮吉の捕物話を聞くのが大好き。
とせ
清蔵の女房。清蔵に代わり、店を取り仕切る。
周左衛門（しゅうざえもん）
清蔵の倅。先代の主人である清蔵が正式に隠居した後、10代目十右衛門を継ぐ。
庄太（しょうた）
豊島屋で働く小僧。かつて、家族を養うため、ちぼ（スリ）をしていたが捕まり、事情を知った宗五郎のはからいで豊島屋で働くことになる。このため、亮吉からはかなり後年まで「ちぼ」とからかわれていた。周囲からは「亮吉と比べるとどちらが大人かわからない」といわれるほど大人びた少年。

### 松坂屋
松六（しょうろく）
老舗の呉服屋「松坂屋」の9代目主人。店は息子に継がせ、隠居の身。
由左衛門（よしざえもん）
松坂屋の10代目主人で、松六の息子。宗五郎とは幼馴染。一時京に修行に出されていた。
おえい
松六の妻。
おけい
由左衛門の内儀。
おれん
松坂屋の一人娘。政次に惚れており、しほに敵愾心を抱く。テレビドラマ版にのみ登場するオリジナルキャラクター。
久蔵（きゅうぞう）
松坂屋の一番番頭。

### 綱定
おふじ
船宿「綱定」の女将。元は吉原の新造。
大五郎（だいごろう）
綱定の親方。

### 町奉行所
寺坂 毅一郎（てらさか きいちろう）
宗五郎に手札（鑑札。十手持ちの許可証）を与えている北町奉行所の定町廻り同心。直心影流の免許皆伝の腕前で、神谷丈右衛門道場では政次の兄弟子にあたる。
新堂 宇左衛門（しんどう うざえもん）
北町奉行所筆頭与力。
新堂 孝一郎（しんどう こういちろう）
宇左衛門の嫡男。
今泉 修太郎（いまいずみ しゅうたろう）
北町奉行所の吟味方与力。
今泉 宥之進（いまいずみ ゆうのしん）
北町奉行所の元吟味方与力。息子の修太郎に跡目を譲り、隠居の身。
猫村 重平（ねこむら じゅうへい）
北町奉行所の手付同心。よく居眠りをしているので「居眠り猫」の異名で呼ばれる。過去の事件記録・刑罰などが全て頭に入っているといわれ、過去の事件の記録調査には無くてはならない人物。
牧野 勝五郎（まきの かつごろう）
寺坂毅一郎の上役の与力。
嘉門 與八郎（かもん よはちろう）
北町奉行・小田切の内与力（奉行の直属の家臣）。
小田切土佐守直年（おだぎりとさのかみなおとし）
北町奉行。
根岸肥前守鎮衛（ねぎしひぜんのかみしずもり）
南町奉行。
久恒 上総（くどう かずさ）
元南町奉行所同心。

### むじな長屋
繁三（しげぞう）、梅吉（うめきち）
むじな長屋に住む兄弟の駕籠屋。兄の梅吉は寡黙で、弟の繁三はお喋り。お喋り駕籠・兄弟駕籠とも呼ばれる。
せつ
亮吉の母親。
お菊（おきく）、お染（おそめ）
むじな長屋に越してきた壁塗り職人の娘の美人姉妹。亮吉が姉のお菊を口説いていたが、振られるとお染を口説きだしたことが姉妹の父親にばれ、出入り禁止になる。

### その他
神谷 丈右衛門（かみや じょうえもん）
直心影流の達人。赤坂田町に道場を開いている。寺坂の剣術の師匠でもある。道場は寛政期の名道場の1つに数えられ、門弟も諸藩藩士から旗本・御家人までと数多い。剣術の腕は一流で、稽古を積み、実戦をくぐってきた政次でも全く歯が立たない。懐の広さは大空にも例えられる。
儀平（ぎへい）
青物問屋・青正の隠居。
宣太郎（せんたろう）
常盤町の十手持ちの親分。宗五郎に敵愾心を持つ。
銀蔵（ぎんぞう）
板橋宿の十手持ち。別名・女男松の親分。宗五郎の父と義兄弟であり、駆け出しの宗五郎の後ろ盾となった。一時金座裏を離れた亮吉が身を寄せる。
仁左（じんざ）
銀蔵の手先の1人。はると夫婦になり、銀蔵の跡を継ぐ。元は他の岡っ引きの手先であった新参者だったことから、銀蔵の他の手先からの反発があり、宗五郎が後見した。
はる
銀蔵の娘。嫁いでまもなく夫と死別し、銀蔵の元に戻っていたが、父の手先となった仁左と所帯を持つ。
永塚 小夜（ながつか さよ）
円流小太刀の遣い手の女武芸者。陸奥仙台城下の町道場の娘。元秋月藩士・秋田数馬との間に一子・小太郎をもうける。
江戸に出て神谷丈右衛門道場で腕を試すが、政次に敗れる。後に、宗五郎の計らいで、青物問屋青正の離れ屋に住み、道場主が死亡して困窮していた近隣の林道場を借りて、武芸の指南をして生活することになる。その美貌と教え上手から、青物市場の若い衆から女性まで多くの門弟を持つこととなる。
勘次郎（かんじろう）
政次の実父。名人と呼ばれるほどの腕の良い飾り職人。かつてはむじな長屋に住んでいたが、仕事が増えたころに鉄砲町の長屋に引っ越した。
いせ
政治の実母。
唐助（とうすけ）
勘次郎の弟子。

## 作品リスト
1. 橘花の仇 2001年3月18日発売 ISBN 4-89456-839-X
2. 政次、奔る 2001年6月18日発売 ISBN 4-89456-869-1
3. 御金座破り 2002年1月18日発売 ISBN 4-89456-952-3
4. 暴れ彦四郎 2002年6月18日発売 ISBN 4-89456-980-9
5. 古町殺し 2003年1月18日発売 ISBN 4-7584-3023-3
6. 引札屋おもん 2003年10月18日発売 ISBN 4-7584-3074-8
7. 下駄貫の死 2004年6月18日発売 ISBN 4-7584-3108-6
8. 銀のなえし 2005年3月18日発売 ISBN 4-7584-3161-2
9. 道場破り 2005年12月18日発売 ISBN 4-7584-3208-2
10. 埋みの棘 2006年9月18日発売 ISBN 4-7584-3253-8
11. 代がわり 2007年6月8日発売 ISBN 978-4-7584-3292-4
12. 冬の蜉蝣 2008年5月15日発売 ISBN 978-4-7584-3336-5
13. 独り祝言 2008年11月18日発売 ISBN 978-4-7584-3377-8
14. 隠居宗五郎 2009年5月18日発売 ISBN 978-4-7584-3410-2
15. 夢の夢 2009年11月18日発売 ISBN 978-4-7584-3442-3
16. 八丁堀の火事 2010年4月18日発売 ISBN 978-4-7584-3467-6
17. 紫房の十手 2010年7月15日発売 ISBN 978-4-7584-3537-6
18. 熱海湯けむり 2011年4月28日発売 ISBN 978-4-7584-3537-6
19. 針いっぽん 2011年11月15日発売 ISBN 978-4-7584-3611-3
20. 宝引きさわぎ 2012年4月26日発売 ISBN 978-4-7584-3657-1
21. 春の珍事 2012年11月15日発売 ISBN 978-4-7584-3698-4
22. よっ、十一代目! 2013年4月26日発売 ISBN 978-4-7584-3730-1
23. うぶすな参り 2013年11月14日発売 ISBN 978-4-7584-3785-1
24. 後見（うしろみ）の月 2014年4月26日発売 ISBN 978-4-7584-3816-2
25. 新友禅の謎 2014年11月15日発売 ISBN 978-4-7584-3857-5
26. 閉門謹慎 2015年4月25日発売 ISBN 978-4-7584-3890-2
27. 店仕舞い 2015年11月14日発売 ISBN 978-4-7584-3956-5
28. 吉原詣で 2016年4月22日発売 ISBN 978-4-7584-3993-0
29. お断り 2016年11月12日発売 ISBN 978-4-7584-4048-6
30. 嫁入り 2017年4月15日発売 ISBN 978-4-7584-4083-7
31. 島抜けの女 2017年11月15日発売 ISBN 978-4-7584-4131-5
32. 流れの勘蔵 2018年4月13日発売 ISBN 978-4-7584-4156-8

- 「鎌倉河岸捕物控」読本 「寛政元年の水遊び」収録 2006年9月18日発売 ISBN 4-7584-3254-6
- 「鎌倉河岸捕物控」街歩き読本 2010年7月15日発売 ISBN 978-4-7584-3488-1

## テレビドラマ
NHK総合テレビで時代劇として2010年4月17日から土曜日の19:30 - 20:00（JST）に放送された。

### キャスト（レギュラー）
- 政次：橘慶太
- 亮吉：中尾明慶
- 彦四郎：小柳友
- しほ：柳生みゆ

- 由左衛門：大浦龍宇一
- おれん：児玉絹世
- 八百亀：苅谷俊介
- 下駄貫：前田健
- 常丸：嘉島典俊
- 伝次：寺井文孝
- 波太郎：石塚義之
- おとせ：猫背椿
- せつ：広岡由里子
- うめ：下江梨菜
- お花婆さん：小林トシ江
- お夏世（下駄貫の娘）：秋山奈々
- 伊平(松坂屋番頭)：花ケ前浩一
- 定吉：花川仁教
- 留三：六本木康弘
- 楽太郎：松本真治
- 繁三・梅吉：テツandトモ

- おみつ：南野陽子
- 寺坂毅一郎：山田純大
- 園村辰一郎：石黒英雄
- 宣太郎：石倉三郎
- 松坂屋松六：山本學
- 宗五郎：松平健

- 豊島屋清蔵、語り：竹中直人

アバンタイトルでは、竹中演じるレポーターやガイドが、現在の日本橋の金座（日本橋本石町。日本銀行本店周辺）界隈を案内する。作中でも狂言回しとして視聴者に語りかける。なお、豊島屋は実在した酒問屋兼飲み屋で「山なれば富士、白酒なれば豊島屋」と詠われた。その一部は第1話で清蔵の名乗りでも使われている。

### ゲスト
第1回『カタキ討ち』
- 文之進（しほの父）：堀部圭亮
- 市川金之丞（御家人）：池内万作
- お末（松前屋内儀）：二宮さよ子

第2回『父母の秘密』
- 園村辰一郎：石黒英雄（第2回 ‐）
- 太助：千代将太

第3回『金座裏が動く』
- 松平直恒（川越藩主）：堀内正美
- 園村龍次郎（辰一郎の弟）：山口裕次郎
- 根島伝兵衛：若松俊秀
- 光村金太郎：野呂拓哉
- 武州屋嶺蔵：エド山口
- 来嶋正右衛門：剛たつひと
- 田崎九郎太：真砂皓太

第4回『十四年前の亡霊』
- 住職：上田耕一

第5回『政次、奔（はし）る』
- 飯田常春：伊崎充則
- お冨（常春の母）：白川和子
- 静岡琢馬：市川勇
- 月形大膳：信太昌之
- 金蔵：瀬野和紀
- 植村忠明：吉中六
- 白石鼓安：越村公一
- 新山善右衛門：須田邦裕
- 飯田麟太郎：私市夢太
- お菊：冨田麻帆
- お菊の母：明良まみこ
- おなか：田内裕子

第6回『初手柄』
- 京太郎：石田卓也
- 作蔵：有福正志
- 竹松：赤星昇一郎
- 権造：武野功雄
- 庄太：宮坂健太

第7回 『亮吉 失踪』
- 善兵衛：阿南健治
- おたつ（善兵衛の女房）：宮田早苗
- おきぬ（善兵衛の妾）：磯山さやか
- 禅永（住職）：井手らっきょ
- 眼斎（ニセ坊主）：大島宇三郎
- 彰五郎（大工の棟梁）：山本紀彦
- おせつ（亮吉の母）：広岡由里子
- おえい：長澤奈央
- 平岩宣十郎：武智健二（‐ 第8回）

第8回 『金座 襲撃』
- 瓢箪の猪左衛門：ベンガル
- 丹三：山口粧太（第7回 -）
- 後藤庄三郎（金座の御金改役）：真実一路
- 秋世：大村彩子
- 征左衛門：野村昇史
- みよ：磯野光沙

第9回 『引札屋おもん』
- おもん（引札屋女主人）：佐藤藍子（- 第10回）
- 華平（建具職人）：ダンカン
- 和吉（華平の弟子）：里中隼人
- 仲蔵（華平の弟子）：高橋宙無
- おえみ（華平の娘）：レナ（バニラビーンズ）

第10回 『清蔵の恋』
- 飯干正太郎（寺社奉行配下の小検使）：尾美としのり
- 北村季唯（直参旗本）：大鶴義丹
- 市岡幸兵衛（用人）：櫻庭博道
- 佃屋：原金太郎
- 文を渡す男：竹田君（コント山口君と竹田君）

第11回 『日和下駄』
- おしま（お玉）：山田まりや
- お夏世（下駄貫の娘）：秋山奈々（- 最終回）
- 治助：若山慎
- およね（遊女）：岡野真那美
- 浜屋三五郎：鈴木正幸
- 金八（浜屋職人）：鹿野始士
- 尾張屋十右衛門（おしまの旦那）：山崎海童

第12回 『下駄貫の意地』
- 春太郎（追いはぎ犯）：中山卓也（- 最終回）
- 令吉（春太郎の仲間）：鈴木信二（- 最終回）
- 豆蔵（春太郎の仲間）：椎名鯛造（- 最終回）
- 露天のお婆さん：五味多恵子
- 番頭（岡場所）：藤岡太郎（- 最終回）

最終回 『若親分誕生』
- つた（春太郎の祖母）：長内美那子
- 遠州屋（春太郎の被害者）：岩田丸

### スタッフ
- 原作：佐伯泰英『鎌倉河岸捕物控』
- 脚本：尾西兼一
- 音楽：長谷部徹
- 音楽制作：ミラクル・バス
- 演出：清水一彦、笠浦友愛、周山誠弘
- 制作統括：一柳邦久、加賀田透
- 制作：NHKエンタープライズ
- 制作・著作：NHK

### 主題歌
- w-inds.『Addicted to love』

### サブタイトル
| 各回                                                      | 放送日        | サブタイトル       | 演出     | 視聴率 |
| --------------------------------------------------------- | ------------- | ------------------ | -------- | ------ |
| 第1回                                                     | 2010年4月17日 | カタキ討ち         | 清水一彦 | 10.1%  |
| 第2回                                                     | 2010年5月1日  | 父母の秘密         | 清水一彦 | 8.1%   |
| 第3回                                                     | 2010年5月8日  | 金座裏が動く       | 清水一彦 | 9.4%   |
| 第4回                                                     | 2010年5月22日 | 十四年前の亡霊     | 笠浦友愛 | 8.4%   |
| 第5回                                                     | 2010年5月29日 | 政次、奔（はし）る | 笠浦友愛 | 9.9%   |
| 第6回                                                     | 2010年6月12日 | 初手柄             | 笠浦友愛 | 10.9%  |
| 第7回                                                     | 2010年6月19日 | 亮吉 失踪          | 周山誠弘 | 9.1%   |
| 第8回                                                     | 2010年6月26日 | 金座 襲撃          | 周山誠弘 | 8.6%   |
| 第9回                                                     | 2010年7月3日  | 引札屋おもん       | 清水一彦 | 7.0%   |
| 第10回                                                    | 2010年7月17日 | 清蔵の恋           | 笠浦友愛 | 9.1%   |
| 第11回                                                    | 2010年7月31日 | 日和下駄           | 周山誠弘 | 7.6%   |
| 第12回                                                    | 2010年8月7日  | 下駄貫の意地       | 清水一彦 | 7.8%   |
| 最終回                                                    | 2010年8月14日 | 若親分誕生         | 清水一彦 | 7.5%   |
| 平均視聴率 8.7%（視聴率は関東地区・ビデオリサーチ社調べ） |               |                    |          |        |

- 4月23日はプロ野球 巨人×広島戦（東京ドーム）中継のため休止。
- 5月15日はプロ野球 巨人×ロッテ戦（東京ドーム）中継のため休止。
- 6月5日はプロ野球 巨人×日本ハム戦（東京ドーム）中継のため休止。
- 7月10日は『参院選特集』のため休止。
- 7月24日は『ワンダー×ワンダースペシャル』のため休止。